# Пйотр Бажий
Пйотр Бажий гербу Корчак (варіанти прізвища Бажи, чи Бажа; пом. 24 жовтня 1569) — шляхтич зі спольщеного руського роду, урядник та дипломат Королівства Польського, дипломат. Брат краківського воєводи, снятинського старости Станіслава Бажого.

## Життєпис
Відомий як ревний католик, посол короля Сиґізмунда ІІ Августа. 1553 року став власником маєтків у Віднові, Сулимові. 1557 року став секретарем короля. Львівський староста з 1558 року. Король Сигізмунд ІІ Август у 1559 році дав йому наказ відібрати Гальшку Острозьку (тоді перебувала у монастирі домініканців Львова після втечі від формально законного чоловіка Л. Ґурки) в матері (Беати Косьцєлєцкої), віддати її законному чоловіку Лукашеві Ґурці, незважаючи на її спротив. Спочатку майже нічого не робив, але після незадоволення короля організував облогу монастиря, позбавив його доступу води — завдання виконав. 1562 року став перемиським каштеляном. 1563 року обороняв костел святого Мартина в Кракові від можливого захоплення іновірцями, завдяки цьому почав отримувати впливовіші посади. 1567 року був послом до Іспанії для вирішення справи неаполітанських боргів (завдання мав виконувати недбало, ліниво; після його смерті обов'язки виконували Вольскі, C. Гозій). Меценат письменників, літераторів (Миліус, Віґілантіус, Бенедикт Гербест хвалили його). Львівським старостою після нього став брат Анджей.
Чоловік Катажини Дзядускої, після смерті вона вийшла заміж за Рафаїла Сенявського (шлюб після 1571 року). 1565 року в нього народився син, якому міська громада Львова подарувала срібний позолочений келих («пугар», масою 3 гривні та 8 лютів), виконаний майстром-золотарем Геронімом.